# 읍지
읍지(邑誌)는 조선 시대 각 읍의 연혁, 지리, 인물, 행정 현황 등을 담은 지리지이다. 조선 초에는 국가가 주도하여 각 지의 읍지를 정리하였고 조선 성종 때에 《동국여지승람》이 제작되면서 국가 주도의 읍지 정리는 완결되었다. 그러나 각 지방에서는 보다 상세한 내용을 수록한 읍지의 필요가 계속되어 국가가 아닌 지방에서 주도하는 사찬읍지의 제작이 계속되었다. 19세기까지 주로 지방의 유학자를 중심으로 제작되던 읍지는 조선 팔도가 십삼도제로 개편 된 뒤인 1899년(광무 3년) 국가의 주도로 대대적인 정비가 있었다.

## 배경과 역사
읍지는 읍의 종합적 정보를 다루지만 조선 시대의 읍은 인근 속현들을 아우르는 지방 행정의 중심지라는 의미가 컸다. 중앙집권의 관료제였던 조선은 효율적인 지방 지배를 위해 건국 초부터 각종 지리지를 만들었다. 고려 시대에 이미 《삼국사기 지리지》와 같은 지리지의 제작이 있었으나 역사를 서술하는 보조적 수단에 머물렀던 데 비해, 조선의 관찬 읍지는 역사와 연혁뿐만 아니라 지형, 수계, 군정, 조세, 부역과 공물, 성씨, 인물 등 종합적 정보를 아우르는 인문지리학의 특징을 보인다. 15세기 《신찬팔도지리지》를 시작으로 《세종실록 지리지》, 《팔도지리지》, 《신증동국여지승람》과 같은 지리지는 각 지방의 읍지를 바탕으로 제작되었다. 전국의 읍지를 정리한 《신증동국여지승람》은 권두에서 송나라의 전국적인 지리지인 《방여승람》의 사례를 들어 지방을 다스리지 위한 기초 자료의 필요성을 강조하고 명나라가  새롭게 《대명일통지》를 간행한 것을 언급하면서 조선 팔도를 개괄하는 지리지 편찬의 취지를 밝히고 있다. 이렇게 전국을 아우르는 지리지를 편찬하기 위해서는 우선 각 지방의 지리지인 읍지 제작이 선행되어야 하므로 15세기 무렵 조선은 국가 주도의 읍지 제작이 활발히 이루어졌다.
읍지의 성립과 편찬은 지방의 양반들이 이를 기회로 결집할 수 있는 수단이 되기도 하였기 때문에, 관찬 읍지가 완성된 이후에도 지방을 중심으로 한 사찬 읍지가 꾸준히 제작되었다. 영남 지방은 퇴계 이황의 학문을 이은 남인들이 읍지 제작을 주도하였고 경기 이북의 기호 지방은 서인들이 읍지 제작을 주도하였다. 이 과정에서 읍지는 지역의 경계를 분명히 하여 지도를 수록하는 한편, 각 리의 호구, 전결, 제언, 관개(灌漑), 군기(軍器) , 풍속 등 다양한 내용을 수록하였다. 이러한 사찬 읍지의 제작은 19세기 까지 꾸준히 지속되었다. 제주도의 읍지인 《탐라지》의 경우 제주 목사로 부임한 이원진이 편찬하였으나 국가의 행정에 따른 것이 아닌 개인적 의도로 제작된 사찬 읍지이다.
오랫동안 팔도로 구분되던 조선의 행정 구역은 1895년 이십삼부로 개편되었다가 1896년 다시 십삼도로 재편되었다. 이로서 전국은 총 13 도 8 부 1 목 332 군으로 정비되었다. 새롭게 지방 행정 구역을 정비함에 따라 국가는 각지에 읍지를 편찬하여 제출하라는 전국읍지상송령을 포고하였고, 이에 따라 각 지방은 읍지를 새롭게 제작하여 제출하였다. 당시 읍지의 제작은 주관 기관도 여럿이어서 혼선이 있었고 지방의 입장에서는 긴급하게 서둘러 이루어졌기 때문에 기존의 읍지를 배껴서 내용을 채우는 경우도 있었다. 이렇게 제출된 각 지의 읍지는 오늘날 전자화 되어 규장각 지리지 통합정보에서 제공하고 있다.
1910년 경술국치로 종합적인 지역 읍지의 제작은 중단되었으나, 이후로도 개인이 읍지를 제작한 사례가 있다.

## 구성
조선 시대의 각 도 이하의 행정 구역은 부(府), 목(牧), 군(郡), 현(縣)으로 나뉘어 있었다. 강화부와 같이 큰 고을은 부로 지정하였고, 고양현과 같이 작은 고을은 현으로 지정하였다. 부의 수령인 부사의 경우 정3품에서 종3품의 품계에 해당하고, 현의 수령인 현감의 경우 종6품의 품계이다. 이들 부, 목, 군, 현이 모두 읍으로 각자 읍지를 제작하였다.
읍지는 발간 주체가 서로 다른 만큼 일율적인 편찬 규범이 있지는 않았으나 잘 구성된 읍지는 다른 읍지 제작에 참고가 되는 모범으로 꼽혔다. 대개는 해당 지역의 위치와 역사, 행정 구역 변천의 이력 등과 함께 지리와 기후의 특징을 서술하고 특산물과 농작물과 같은 산업 현황을 소개하며 이어서 각종 인물에 관한 사항, 과거 시험에 대한 사항, 주민의 분포, 성씨 현황과 같은 상세한 사항들을 나열한다. 함안군의 읍지인 《함주지》는 40여 개의 세부 항목으로 이루어져 있다.

## 같이 보기
- 신증동국여지승람
- 소촌역지
- 대구읍지